# Reposh Kastrioti
Reposh Kastrioti (?-1430/31) was een Albanese prins afkomstig uit het huis Kastrioti. Hij was de zoon van Gjon Kastrioti, landsheer van het vorstendom Kastrioti. Reposh was de oudste broer van volksheld Gjergj Kastrioti Skanderbeg. 

## Biografie
Reposh Kastrioti was de oudste zoon van het Albanese adellijk echtpaar Gjon en Vojsava Kastrioti. Na zijn geboorte volgden die van Stanisha, Gjergj, Konstantin, Mara, Jelena, Mamica, Angjelina en Vlajka. De Kastrioti-familie regeerde gedurende de 15e eeuw over het grootste gedeelte van het huidige centraal-Albanië. 
Reposh, Gjergj en Konstantin traden in ruil voor 60 florijnen in bij het Hilandarklooster en kregen daar de beschikking over de Albanese toren. Ze leefden van de inkomsten van het klooster. Reposh verbleef hier de laatste fase van zijn leven.

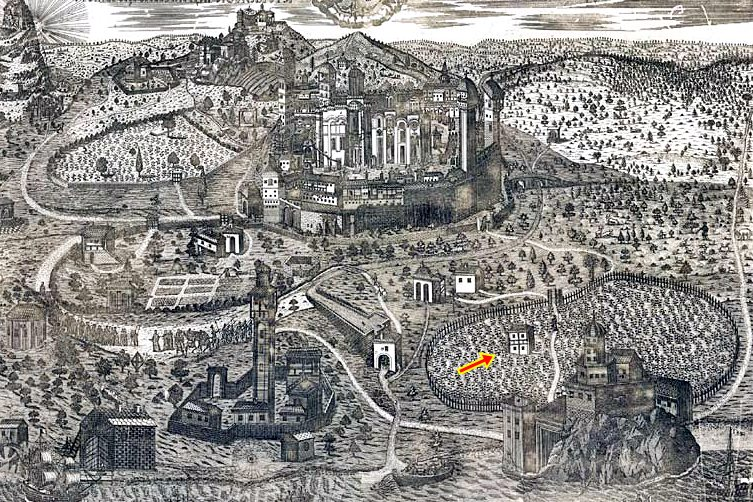
Locatie van de Albanese toren van de Kastriotidynastie in Oros Athos.

Reposh trok zich als monnik terug in het klooster waar hij zijn laatste dagen doorbracht voordat hij stierf. In de narthex van de Servische koning Stefan Uroš II Milutin staat op een muur een inscriptie die naar Reposh Kastrioti verwijst als Duksi Illirski wat in het Servisch "Illyrische hertog" betekent.